# Milícia do Reino Unido

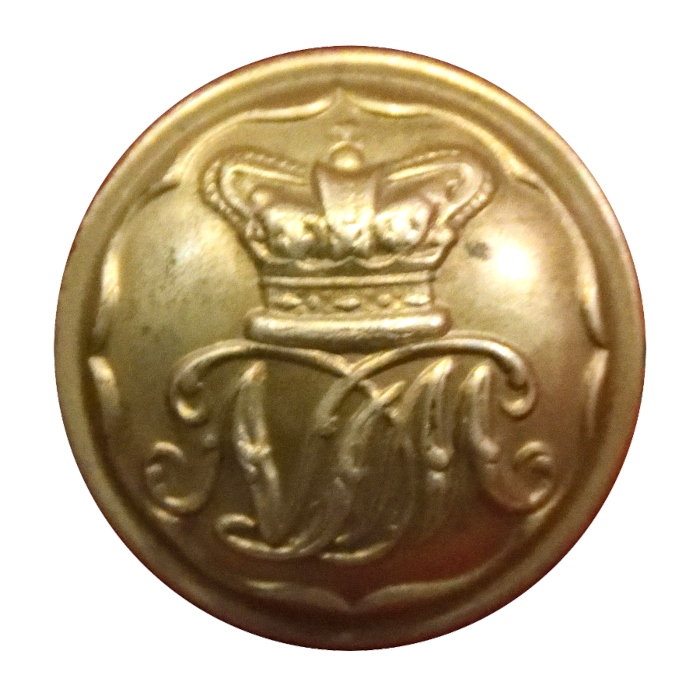
Brasão de armas da "North Durham Militia", c. 1860.

Milícia do Reino Unido ("militia"), é a designação das antigas forças militares da reserva do Reino Unido da Grã-Bretanha e Irlanda após a união em 1801 do antigo Reino da Grã-Bretanha e do antigo Reino da Irlanda. A milícia foi transformada em "Special Reserve" pelo "Territorial and Reserve Forces Act 1907". Para o período antes da criação do Reino Unido, nas nações de origem e suas colônias, consulte Milícia da Grã-Bretanha.

## Visão geral

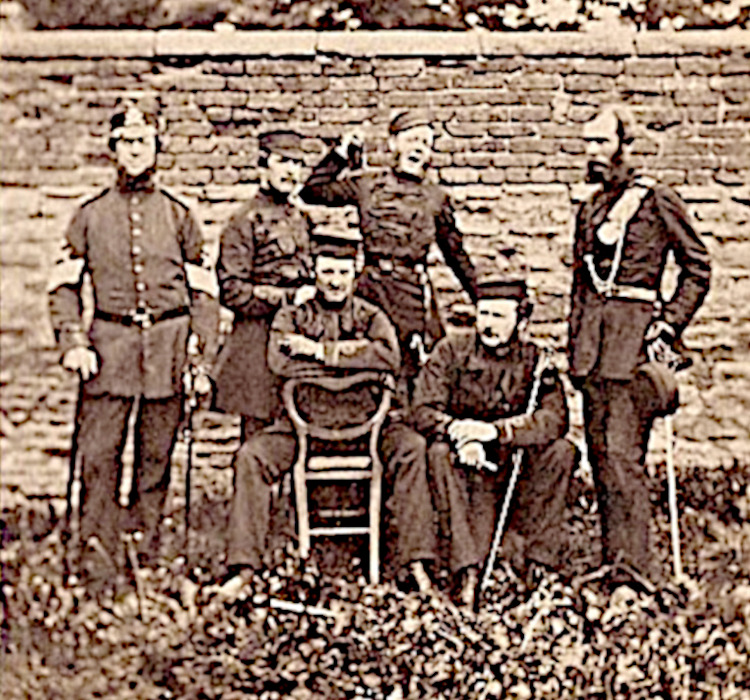
Soldados da "2nd Derby Militia-The Chatsworth Rifles-Chesterfie".

### Século XIX
Uma milícia local voluntária separada foi criada em 1808 antes de ser dissolvida em 1816.

Em 1813, o Exército Britânico estava enfrentando uma escassez de mão de obra para manter seus batalhões com força total. Alguma consideração foi dada ao recrutamento de estrangeiros; entretanto, em 4 de novembro de 1813, um projeto de lei foi apresentado ao Parlamento para permitir que voluntários da Milícia servissem na Europa. No evento, apenas três batalhões foram convocados e enviados para servir sob o comando de Henry Bayly. Em 12 de abril de 1814, eles chegaram a Bordeaux,

onde foram incluídos na 7ª Divisão.
Após as Guerras Napoleônicas, a "Milícia" caiu em desuso, embora coronéis regimentais e ajudantes continuassem a aparecer na "Army List". Embora as listas de agrupamento ainda fossem preparadas durante a década de 1820, o elemento da compulsão foi abandonado. Por exemplo, o "City Of York Militia & Muster Rolls" foi até 1829. Eles usavam um formulário pré-impresso com a data de setembro de 1828.

A "Milícia" foi revivida pelo " Militia Act of 1852", promulgado durante um período de tensão internacional. Como antes, as unidades eram criadas e administradas por condado e preenchidas por alistamento voluntário (embora o recrutamento por meio do voto da milícia pudesse ser usado se os condados não cumprissem suas cotas). Pretendia ser visto como uma alternativa ao Exército. O treinamento durava 56 dias no alistamento, então os recrutas voltariam à vida civil, mas se reportariam a 21-28 dias de treinamento por ano. O exército paga integralmente durante o treinamento e um retentor financeiro depois disso era um acréscimo útil ao salário civil dos homens. Claro, muitos viram o acampamento anual como o equivalente a um feriado pago. A milícia, portanto, apelou aos trabalhadores agrícolas, mineiros e semelhantes, homens em ocupações casuais, que podiam deixar seu emprego civil e retomá-lo. A milícia também foi uma fonte significativa de recrutas para o Exército Regular, onde os homens experimentaram o gostinho da vida militar. A comissão de um oficial na milícia costumava ser uma rota 'pelos fundos' para uma comissão do Exército Regular para jovens que não conseguiam obtê-la por meio da compra ou entrada em Sandhurst.

De acordo com a lei, as unidades da milícia poderiam ser incorporadas pela Proclamação Real para o serviço de tempo integral em três circunstâncias:
1. 'Sempre que existe um estado de guerra entre Sua Majestade e qualquer potência estrangeira'.
2. 'Em todos os casos de invasão ou sob risco iminente de invasão'.
3. 'Em todos os casos de rebelião ou insurreição'.

Até 1852 a milícia era uma força inteiramente de infantaria, mas a Lei de 1852 introduziu unidades de artilharia de milícia cujo papel era guarnecer as defesas e fortificações costeiras, dispensando a Artilharia Real para o serviço ativo. Algumas dessas unidades foram convertidas de regimentos de milícia de infantaria existentes, outras foram recentemente criadas.

Em 1877, a milícia de Anglesey e Monmouthshire foi convertida em Royal Engineers.
Sob as reformas introduzidas pelo Secretário de Estado da Guerra Hugh Childers em 1881, os regimentos de infantaria da milícia restantes foram redesignados como batalhões numerados de regimentos da linha, classificados após os dois batalhões regulares. Normalmente, um regimento inglês, galês ou escocês teria dois batalhões de milícias (o 3º e o 4º) e três regimentos irlandeses (numerados de 3º a 5º).
A milícia não deve ser confundida com as unidades voluntárias criadas em uma onda de entusiasmo na segunda metade do século XIX. Em contraste com a Força Voluntária e a similar Cavalaria Yeomanry, eles eram considerados bastante plebeus. Unidades voluntárias apelavam para recrutas em melhor situação, pois, ao contrário da Milícia, que contratava um recruta para um período de serviço, um voluntário poderia se demitir seu corpo com quatorze dias de antecedência, exceto quando encarnado para a guerra ou treinamento com as forças regulares. O Corpo de Voluntários exigia que os recrutas financiassem seu próprio equipamento, no entanto, barrando efetivamente aqueles de baixa renda.

## A Special Reserve

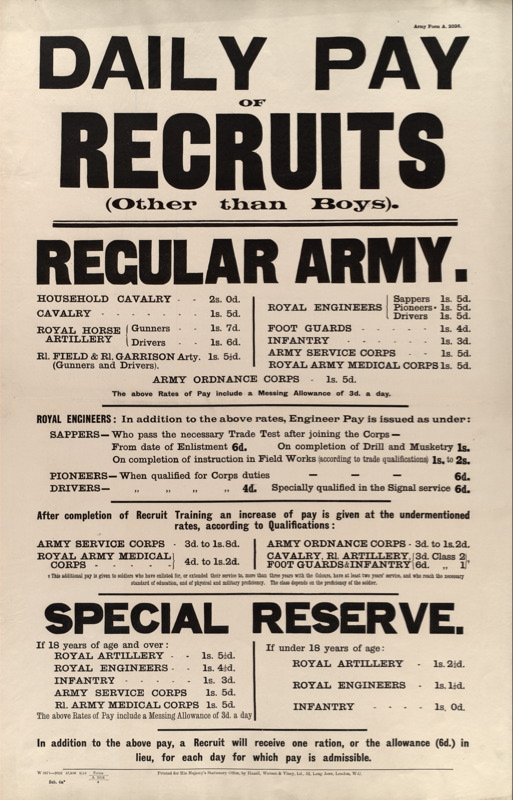
Poster de recrutamento para o "Regular Army" e para a "Special Reserve".

A milícia foi transformada na "Special Reserve" pelas reformas militares de Haldane no governo liberal pós-reforma de 1906. Em 1908, os batalhões de infantaria da milícia foram redesignados como "reserva" e vários foram amalgamados ou dissolvidos. Batalhões da Força Territorial numerados, classificados após a Reserva Especial, foram formados a partir das unidades voluntárias ao mesmo tempo. Ao todo, 101 batalhões de infantaria, 33 regimentos de artilharia e dois regimentos de engenheiros de reservistas especiais foram formados.

Após a mobilização, as unidades especiais de reserva seriam formadas no depósito e continuariam o treinamento enquanto protegiam os pontos vulneráveis na Grã-Bretanha. As unidades especiais de reserva permaneceram na Grã-Bretanha durante a Primeira Guerra Mundial, mas suas bases não, já que o objetivo da reserva especial era fornecer rascunhos de substitutos para as unidades ultramarinas do regimento. Os milicianos originais logo desapareceram e os batalhões tornaram-se unidades de treinamento pura e simples.
A "Special Reserve" reverteu para sua designação de milícia em 1921, depois para "Supplementary Reserve" em 1924, embora as unidades tenham sido efetivamente colocadas em "animação suspensa" até serem dissolvidas em 1953.

## O Militiamen

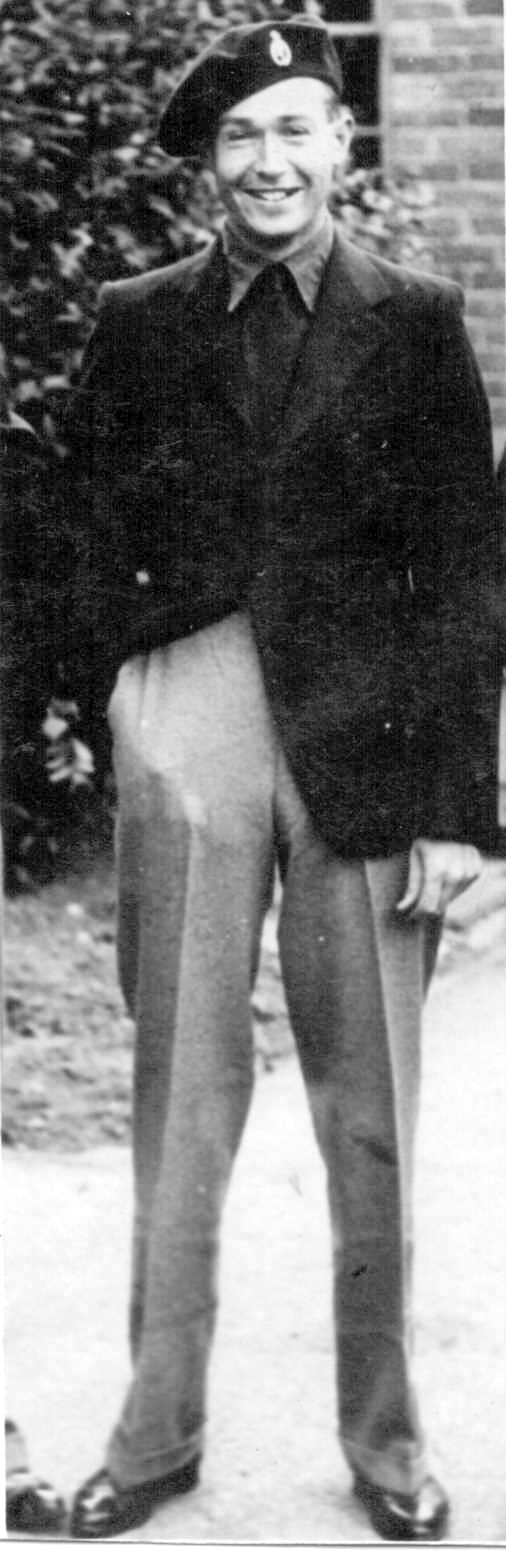
John Lucas Matthews (1918-1992) em uniforme de passeio da "Militia", 1939.

O termo "militiamen" ("miliciano") foi revivido brevemente em 1939. No rescaldo da Crise de Munique, Leslie Hore-Belisha, Secretário de Estado da Guerra, desejava introduzir uma forma limitada de recrutamento, um conceito inédito em tempos de paz. Achava-se que chamar os recrutas de 'milicianos' tornaria isso mais aceitável, pois os tornaria distintos do resto do exército. Apenas homens solteiros com idades entre 20 e 22 anos deveriam ser recrutados (recebendo um traje civil gratuito, além de um uniforme) e, após seis meses de treinamento em tempo integral, seriam liberados para a reserva. A primeira leva foi convocada, mas a Segunda Guerra Mundial foi declarada logo depois, e os milicianos perderam sua identidade no exército em rápida expansão.

## Sobrevivências modernas
Duas unidades ainda mantêm sua designação de milícia no Exército Britânico, na "Army Reserve". Estes são os "Royal Monmouthshire Royal Engineers" (formado em 1539) e o "Jersey Field Squadron" (formado em 1337).